# Maine Road
Maine Road – nieistniejący już stadion piłkarski, na którym mecze rozgrywała drużyna Manchesteru City. Nazwa obiektu pochodzi od nazwy ulicy, przy której się znajdował. Podczas otwarcia był to największy co do wielkości klubowy stadion w Anglii. Ostatni mecz na Maine Road rozegrany został 11 maja 2003 roku. W 2004 zabudowa stadionu została zburzona, a po kilku latach na jego miejscu powstało osiedle mieszkaniowe. Klub natomiast przeniósł się na nowy obiekt: City of Manchester Stadium, od 2011 nazywający się Etihad Stadium.

## Historia

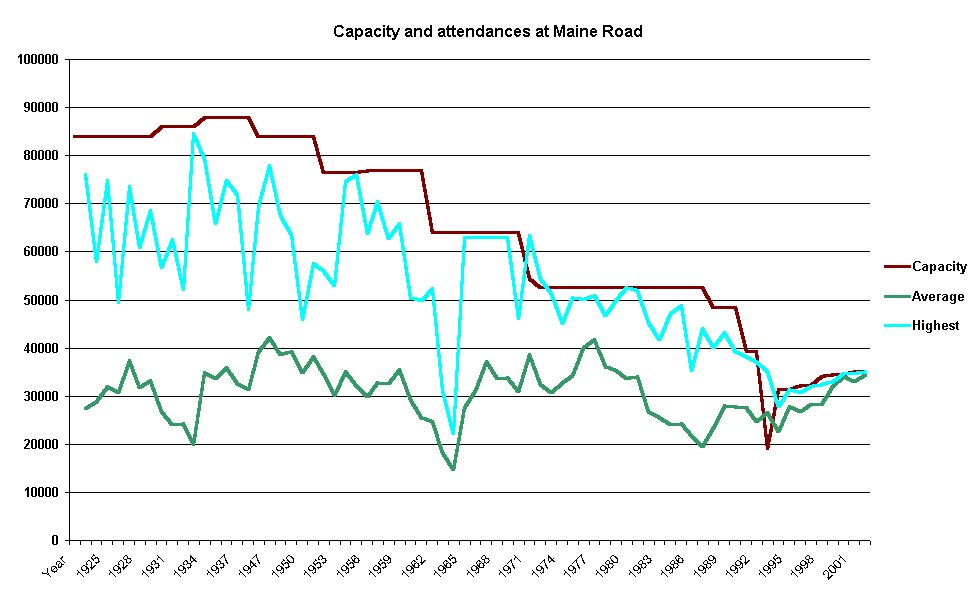
Wykres przedstawiający pojemność oraz frekwencję na stadionie Maine Road

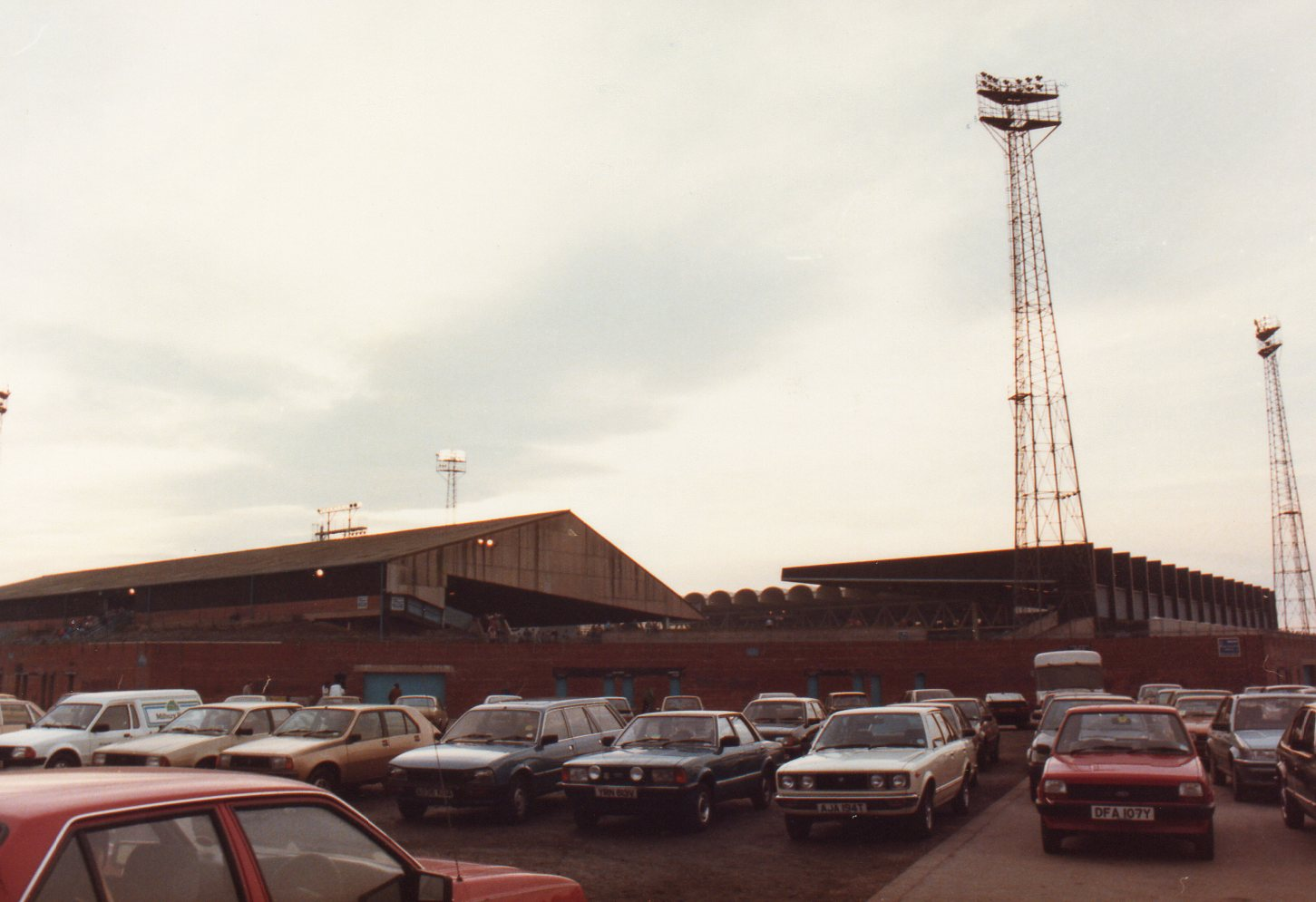
Widok na trybunę Kippax w 1985 roku

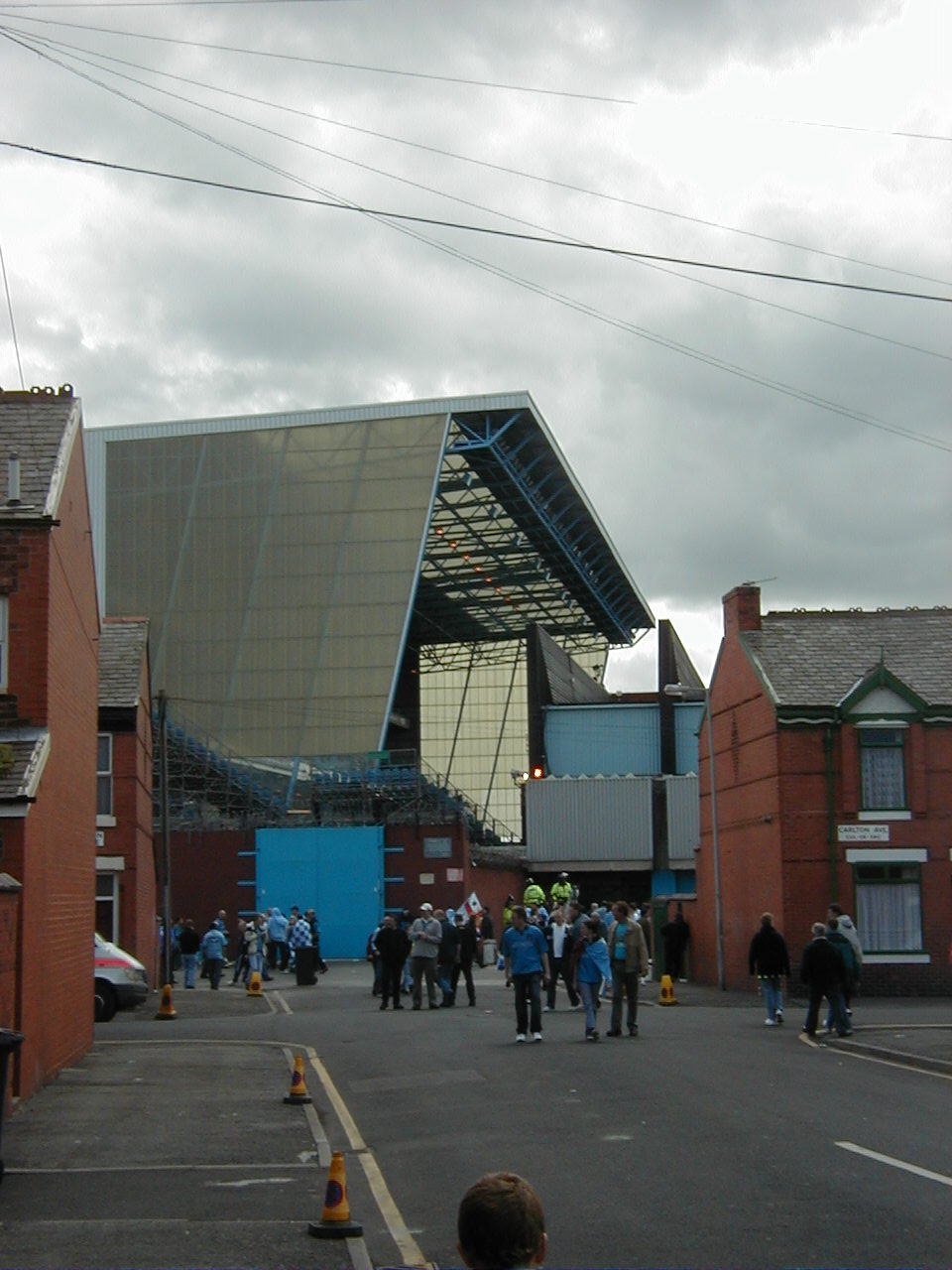
Nowa, zmodernizowana trybuna Kippax

### Początki
Decyzję o budowie nowego stadionu podjęto w maju 1922 roku. Spowodowana była tym, iż stary obiekt City Hyde Road został zniszczony przez pożar, a także nie posiadał możliwości rozbudowy.
Stadion ten znajdował się we wschodniej części Manchesteru; początkowo nowy obiekt próbowano tam ulokować. Ostatecznie zdecydowano, że powstanie w południowej części miasta, co nie spodobało się większości kibicom pochodzących ze wschodnich dzielnic. Do kibiców przyłączył się również ówczesny dyrektor klubu John Ayrton, który zrezygnował z funkcji i odszedł z klubu.
Budowę nowego stadionu rozpoczęto w 1922 roku. Architekt Charles Swain, wzorując się na planie Hampden Park, zaproponował, by nowy stadion mógł pomieścić 120 000 widzów, jednak ostatecznie osiągnął pojemność 80 000. Nowy obiekt Maine Road był wówczas największym klubowym i drugim co do wielkości w Anglii. Większy był tylko, wybudowany parę miesięcy wcześniej stadion Wembley. Dlatego też początkowo nazywany był Wembley Północy.

### Lata 1923-1992
25 sierpnia 1923 roku rozegrano pierwszy mecz na nowym stadionie; mecz obserwowało 58 159 widzów.
Przez następne kilka lat nie poczyniono żadnych zmian konstrukcyjnych obiektu. W roku 1931 nad trybuną główną i trybuną Platt Lane zamontowano dach.
3 lata później osiągnięta została największa frekwencja w meczu drużyn klubowych: w ćwierćfinale Pucharu Anglii Manchester City, w obecności 84 569 widzów, podejmował Stoke City. W 1935 na trybunie Platt Lane zwiększono liczbę miejsc stojących i wzmocniono dach.
Wtedy to stadion Maine Road osiągnął największą pojemność w historii – 88 000 widzów. Kolejne zmiany dotyczące konstrukcji stadionu zostały zawieszone wskutek spadku drużyny do II ligi w 1938 roku, a po wybuchu II wojny światowej całkowicie zaprzestane.
W latach 1946–1949 na stadionie Maine Road występowała także drużyna Manchesteru United, gdyż obiekt Old Trafford został częściowo zniszczony w wyniku  bombardowania miasta. 17 stycznia 1948 roku podczas spotkania United z Arsenalem padł rekord (do dziś nie pobity) frekwencji w meczu ligowym; mecz oglądało 83 260 kibiców.
W 1953 roku na Maine Road zainstalowano sztuczne oświetlenie, a cztery lata później trybuna znajdująca się naprzeciw Main Stand, znana wówczas pod nazwą Popular Stand, została rozbudowana i nazwana – od ulicy, przy której się znajdowała – The Kippax Stand.  W następnych latach zasiadali na niej najbardziej zagorzali kibice The Blues. Gdy w 1963 roku na trybunie Platt Lane zamontowano ławki,  Maine Road posiadał najwięcej miejsc siedzących niż jakikolwiek inny angielski stadion. W latach siedemdziesiątych między North Stand a Kippax dostawiono trybunę wspornikową. W kolejnych latach planowano modernizację stadionu, odstąpiono od niej po kosztownej wymianie dachu trybuny głównej.

### Lata 1992-2003
Na początku lat dziewięćdziesiątych stadion Maine Road wyglądał podstarzale. W 1992 roku zburzono całkowicie starą Platt Lane Stand, a na jej miejscu zbudowano nową trybunę z krzesełkami i lożami. Trybuna ta początkowo nazwana została Umbro Stand ale po kilku latach wrócono do poprzedniej nazwy. Dwa lata później stadion Maine Road posiadał już same miejsca siedzące, gdyż w miejscu Kippax Stand (ostatnią z miejscami stojącymi), wybudowano nową, trzypoziomową trybunę.
Przez następne lata, aż do wyburzenia, wygląd Maine Road nie zmieniał się. Sezon 2002/2003 był dla stadionu ostatnim. 11 maja 2003 roku po meczu z Southampton zarówno piłkarze jak i kibice pożegnali się z obiektem. Rok później stadion został zburzony, a w jego miejscu po kilku latach powstało osiedle mieszkalne.